# Шляпа (фильм)
«Шляпа» — советский музыкальный фильм 1981 года Леонида Квинихидзе.

## Сюжет
Дмитрий Денисов — джазовый музыкант. Он талантлив, но не находит применения своему дару, обаятелен, но в личной жизни терпит крах, легко заводит новые знакомства, но без друзей. По приглашению своего друга, директора концертного зала, он отправляется в Сочи, чтобы выступать на музыкальном фестивале. По дороге в город машина падает в пропасть, и хотя он и водитель остаются живы, распространяется слух, что Денисов погиб. Не поладив с директором концертного зала, он возвращается домой, и оказывается, что он уже никому не нужен.

## В ролях
- Олег Янковский — Дмитрий Петрович Денисов, трубач
- Людмила Савельева — Мила
- Игорь Кваша — Савицкий (Савва)
- Наталья Трубникова — жена Савицкого
- Ирина Мирошниченко — «Русалка»
- Тамара Акулова — Галка
- Анатолий Солоницын — отчим Ани Денисовой
- Семен Фарада — «Слон»
- Римма Маркова — мать Денисова
- Михаил Кокшенов —  муж соседки по гостинице
- Галина Микеладзе — соседка Денисова по гостинице
- Ольга Вардашева — Римма Ипполитовна
- Валентин Ганев

В фильме участвовали Ленинградский мюзик-холл, камерный ансамбль «Мадригал» и рок-группа «Автограф» в первом составе: А. Ситковецкий, Л. Гуткин, С. Брутян, Л. Макаревич и В. Якушенко.

## Съёмочная группа
- Автор сценария: Виктория Токарева
- Режиссёр: Леонид Квинихидзе
- Оператор: Игорь Слабневич
- Художник-постановщик: Виктор Петров
- Композиторы: Геннадий Подэльский, Олег Янченко
- Автор текстов песен: Леонид Дербенёв

## Съёмки
После съёмок сцены, где героиня Ирины Мирошниченко купается в Чёрном море, актриса почувствовала боль в ногах. Её увезли в больницу. Врачи предполагали, что она больше не будет ходить. Мирошниченко продолжила лечение в Будапеште в клинике с термальными источниками.

## Отзывы
Киновед Александр Фёдоров, обсуждая игру исполнителей ролей Денисова и Милы, писал, что Олег Янковский «элегантен, обаятелен, умён, ироничен, разнообразен в выборе средств для достижения своих, не всегда приятных для окружающих целей», а Людмила Савельева «женственна, обаятельна, умна, иронична, неподражаемо артистична в своей неразделённой любви». Тем не менее, по словам Фёдорова, в фильме «Шляпа» «единения музыки и драмы не произошло», «тонкая психологическая ткань» сценария Виктории Токаревой сводится «к однозначным прописям со счастливым концом», а «заурядные песенно-танцевальные номера существуют сами по себе».